# 塞巴斯蒂亚诺·格雷科
塞巴斯蒂亚诺·格雷科（義大利語：Sebastiano Greco，1953年2月11日—），意大利前男子排球运动员。他曾代表意大利国家队参加1980年夏季奥林匹克运动会排球比赛，结果获得第九名。